# آنتون زابولوتنی
آنتون زابولوتنی (روسی: Антон Константинович Заболотный؛ زادهٔ ۱۳ ژوئن ۱۹۹۱) بازیکن فوتبال اهل روسیه است.
از باشگاه‌هایی که در آن بازی کرده‌است می‌توان به باشگاه فوتبال سوچی، باشگاه فوتبال وولگار آستراخان، باشگاه فوتبال اورال یکاترینبورگ، باشگاه فوتبال زسکا مسکو، باشگاه فوتبال توسنو، و باشگاه فوتبال اوفا اشاره کرد.
وی همچنین در تیم‌های ملی فوتبال زیر ۲۱ سال روسیه، و روسیه بازی کرده‌است.